# Tersandro
Tersandro, na mitologia grega, foi um rei de Tebas, filho de Polínice,  e pai de Tisâmeno. Tersandro era filho de Argia, filha de Adrasto, rei de Argos.
Tersandro comprou Erifila com uma roupa, possivelmente a roupa que Cadmo havia dado a Harmonia no seu casamento, e com isso conseguiu convencer os filhos dos Sete contra Tebas, os Epígonos, a lutarem contra Tebas.  Ele retomou Tebas do seu primo Laodamante depois da batalha conhecida como os Epigoni, a luta dos filhos dos Sete contra Tebas.
Tersandro foi morto por Télefo, no início da Guerra de Troia, quando os aqueus, por engano, desembarcaram na Mísia. Peneleu se torna o regente de Tebas, porque seu filho Tisâmeno era muito novo; Peneleu foi morto, mais tarde, por Eurípilo, filho de Télefo.
Com a morte de Peneleu, o reino passou para Tisâmeno, filho de Tersandro e de Demonassa, filha de Anfiarau.